# رون
رود رون (به فرانسوی: Rhône، به آلمانی: Rhone) یک رودخانه اروپایی است. طول این رود ۸۱۲ کیلومتر است و سرچشمه آن یخچال‌های رون و رشته کوه‌های آلپ در سوییس است. رود رون از رودهای مهم اروپا محسوب می‌شود و از کشورهای فرانسه و سوییس عبور می‌کند.

## نگارخانه

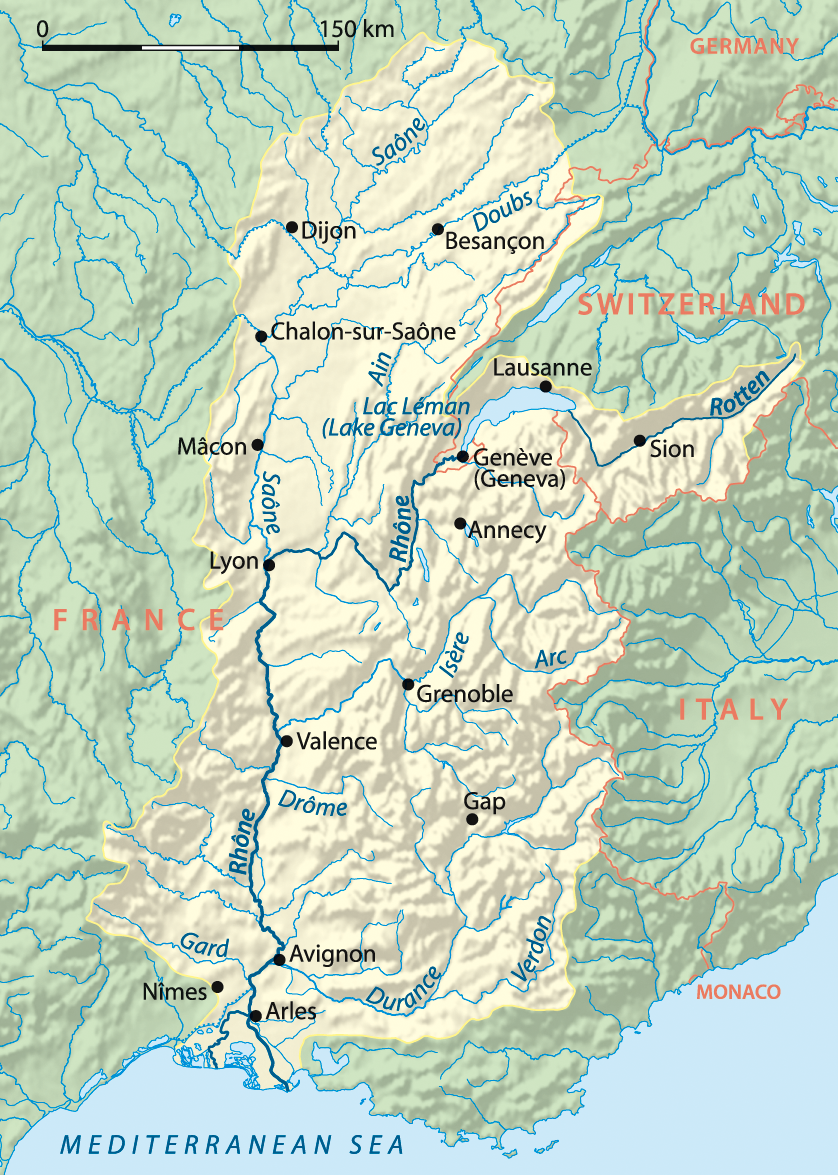
Mouth of the Rhone
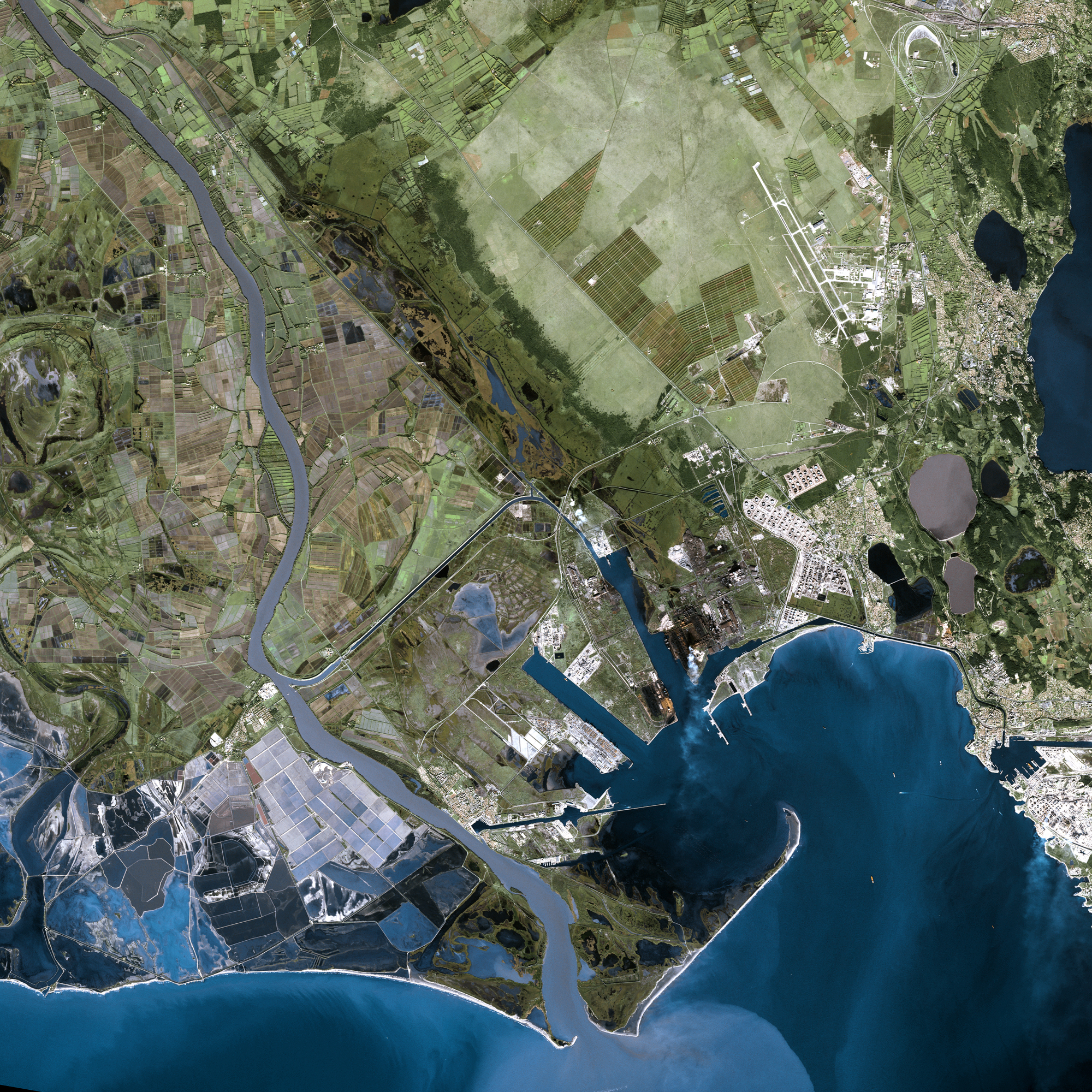
دلتای رود رن
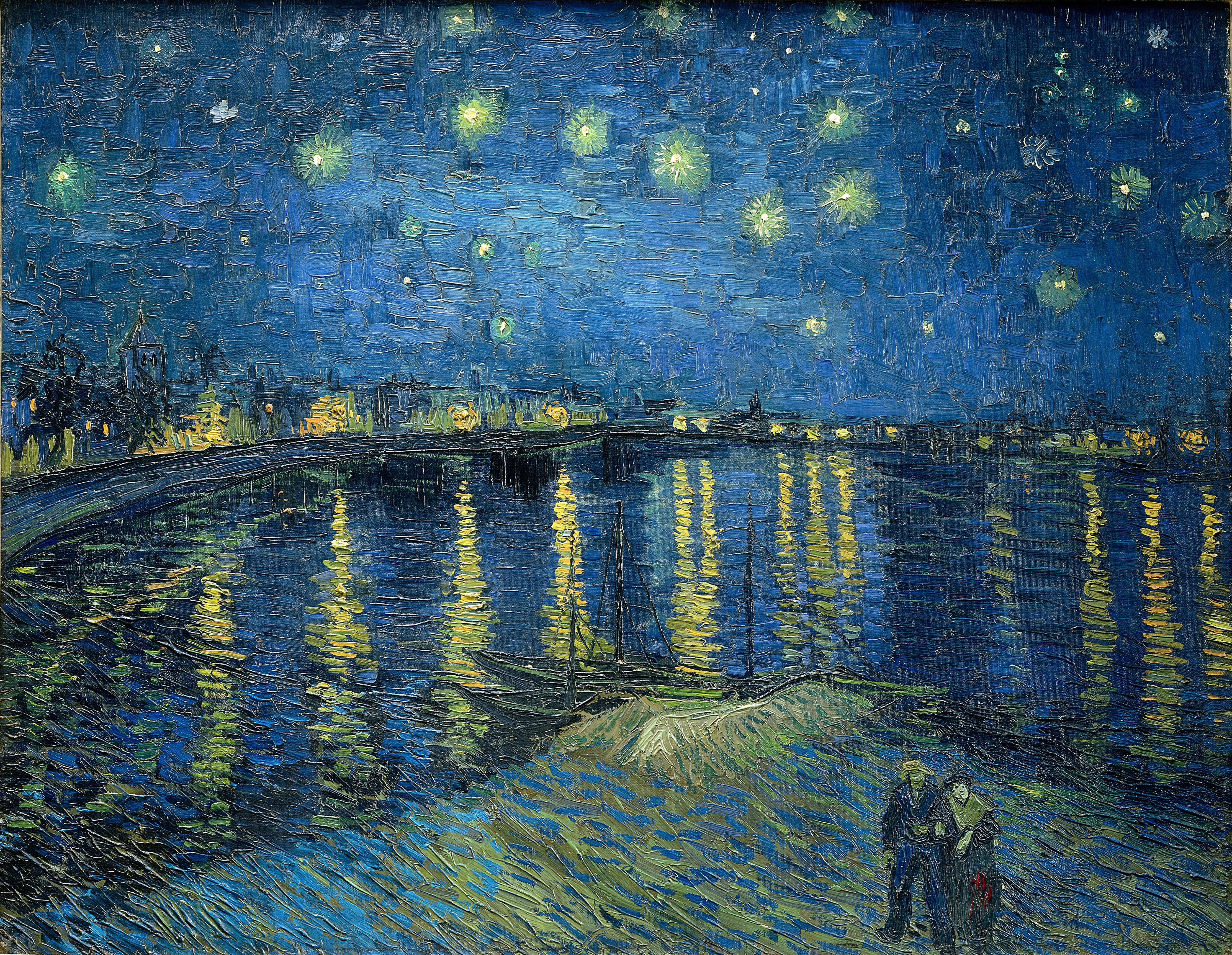
شب ستاره‌ای برفراز رود رن اثر ونسان ون گوگ
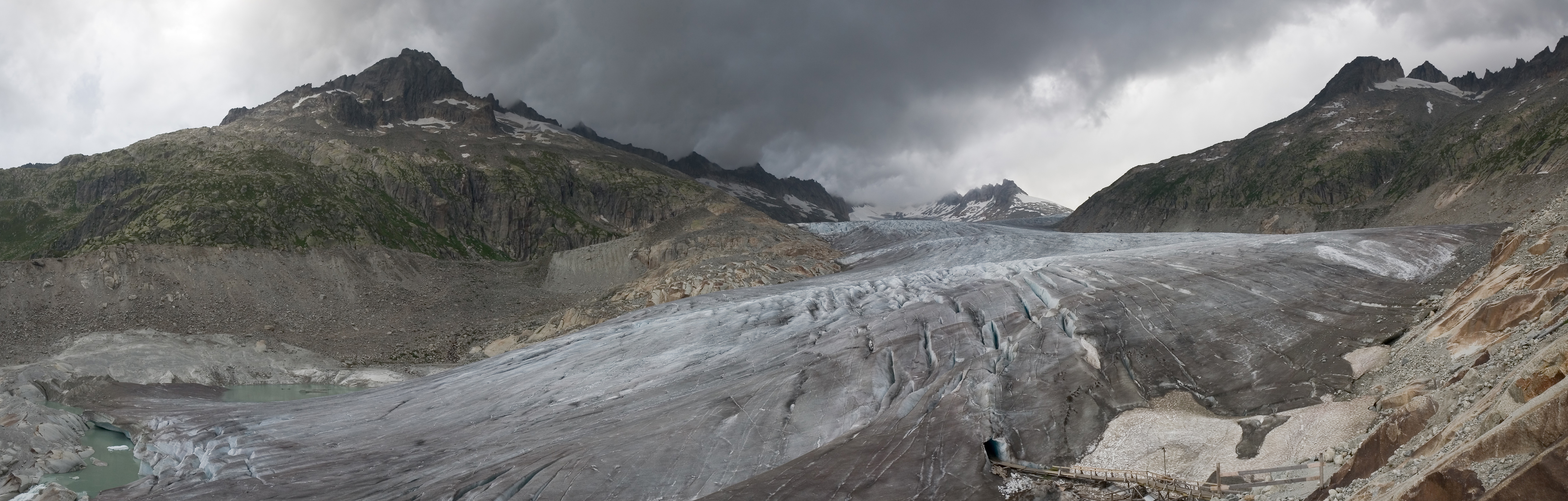
شاخه‌ای از رود رن در کشور سوئیس
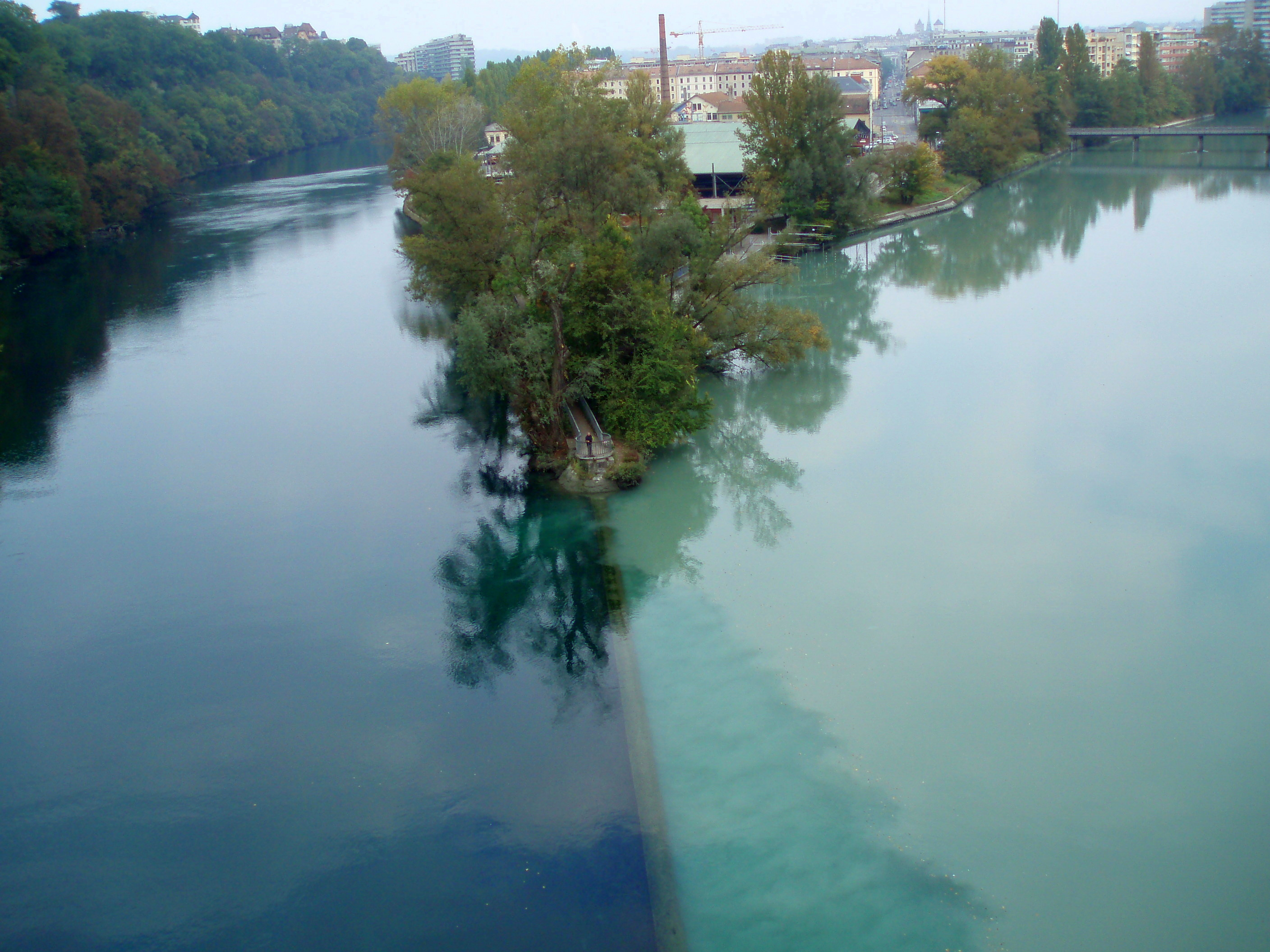
رود رن (چپ) به رود آرو در ژنو در کشور سوئیس می‌پیوندد
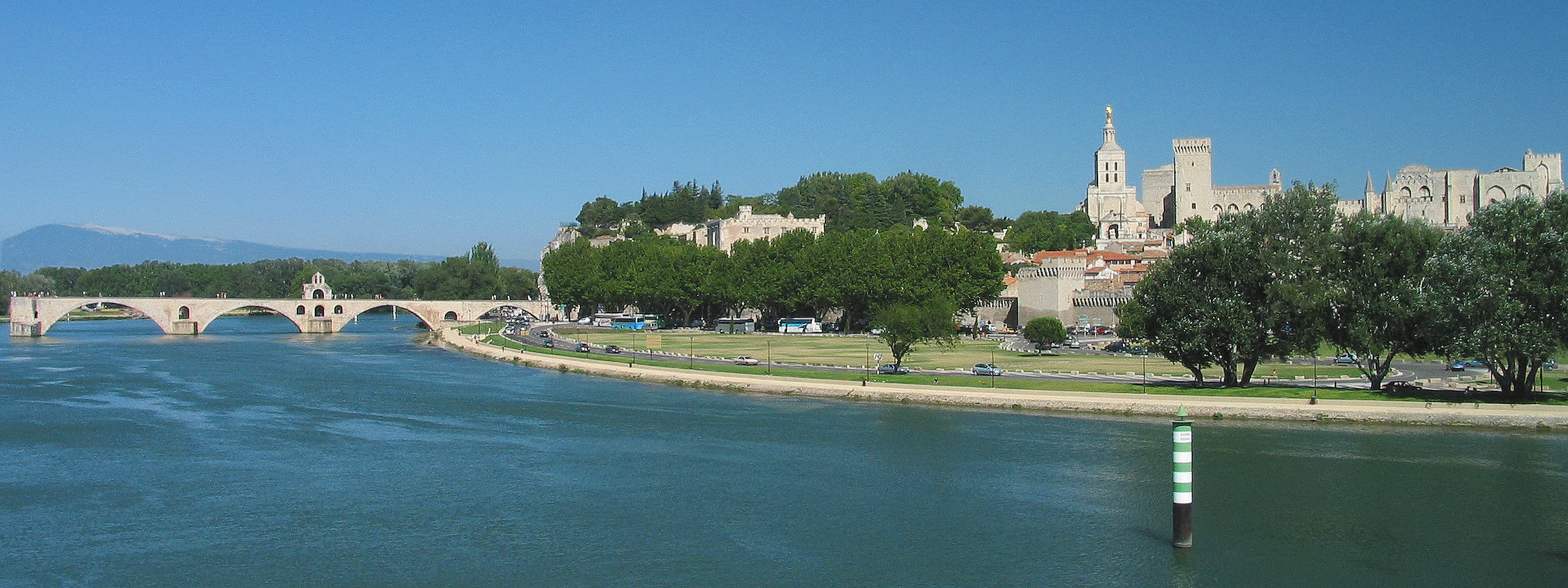
رود رن،  آوینیون فرانسه